# Guido Gratton
Guido Gratton (Sanguinetto, 1932. szeptember 23. – Bagno a Ripoli, 1996. november 26.) olasz válogatott labdarúgó, később rövid ideig edző.

## Pályafutása
Karrierjét 1940-ben kezdte Parmában kezdte, azaz már tizenhét évesen felnőttcsapatban szerepelt. Ezt követően két szezont töltött el Vicenzában, egyet pedig Comóban. Comói szezonja idején mutatkozhatott be az első osztályban.
1953-ban Fulvio Bernardini edző kifejezett kérésére a Fiorentina játékosa lett, ahol leginkább a csatárok jobbnál jobb labdákkal való kiszolgálása volt. 1956-ban részese volt a Fiorentina története első bajnoki címének, a következő idényben pedig BEK-döntőig menetelt a csapat, ahol csak a korszak egyeduralkodója, a Real Madrid volt képes megállítani a violákat. A Fiorentina mezében végül 193 bajnokit játszott le, ezeken huszonnyolc gólt szerzett.
Pályafutása vége felé rövid időszakokra megfordult a Napoliban, az Interben és a Lazióban, az aktív játékot pedig a másodosztályban, az Impruneta együttesében fejezte be.
A válogatottban összesen tizenegy mérkőzésen lépett pályára, melyeken három gólt szerzett, ebből kettőt Portugália ellen, vb-selejtezőn. Tagja volt az 1954-es vb-n szereplő olasz csapatnak, de nem lépett pályára a svájci tornán.
Miután felhagyott a futballal, rövid ideig belekóstolt az edzősködésbe is. Az 1969-70-es szezon során a Salernitana trénere volt. Később néhány hónap erejéig a Paganese és a Foligno kispadján is ült.
1996-ban rablótámadás áldozata lett.

## Sikerei, díjai
- Olasz bajnok: 
  - 1955-56
- BEK-döntős:
  - 1956-57